# 인디애나 준주
인디애나 준주(Indiana Territory)는 1800년 7월 4일에 설치되어 1816년 11월 7일에 폐지된 준주이다. 현재의 미네소타주 동부, 위스콘신주, 미시간주, 일리노이주, 인디애나주를 총괄하였다. 미국 의회 법에 의해 만들어졌으며, 1800년 5월 7일 존 애덤스 대통령이 서명한 법률이며, 7월 4일에 발효되었다. 1787년에 북서부 조례로 만들어진 북서부 영토에서 처음 분리한 새로운 영토가 되었다.

## 경계
당초 인디애나 준주 경계는 북서부 영토 영역 중 그레이트마이애미 강 서쪽에서 인디애나 호수(오늘 오하이오 로건 카운티)의 수원에서 서경 83도 45 분의 경도선에 따라 직선으로 북으로 뻗은 것이었다. 영역에는 당초의 북서부 영토의 대부분이었던 오늘 날의 인디애나주, 일리노이주, 위스콘신주가 고스란히 담겨 있으며 미네소타주의 일부도 들어가 있었다. 또한 오늘 날의 미시간주에서는 어퍼 반도의 거의 전부와 로어 반도 의 서쪽 절반도 포함되어 있으며, 약간이지만 오늘 날의 오하이오주에서 그레이트 마이애미 강 서쪽도 들어가 있었다. 이 마지막 부분은 1803년에 오하이오주가 성립 할 때, 오하이오주로 통합되었다. 이와 함께 미시간 로어 반도 동쪽 절반이 인디애나 준주에 포함되어 있었다.

## 같이 보기
- 북서부 영토